# Fonction zêta de Hasse-Weil
En mathématiques, la fonction zêta de Hasse-Weil attachée à une variété algébrique V définie sur un corps de nombres K est un des deux types les plus importants des fonctions L. De telles fonctions L sont appelées « globales », elles sont définies comme des produits eulériens en termes de fonctions zêta locales. Elles forment une des deux classes majeures des fonctions L globales, l'autre étant les fonctions L associées aux représentations automorphes. Conjecturellement, il existe simplement un type essentiel de fonction L globale, avec deux descriptions (provenant d'une variété algébrique, provenant d'une représentation automorphe) ; ce serait une vaste généralisation de la conjecture de Shimura-Taniyama-Weil, elle-même un résultat récent et très profond (en 2004) de la théorie des nombres.
La description d'une fonction zêta de Hasse-Weil comme produit eulérien est relativement simple, au moins à un nombre fini de facteurs près. Ceci découle des suggestions initiales de Helmut Hasse et André Weil, motivées par le cas dans lequel V est un point isolé, et les résultats de la fonction zêta de Riemann.
En prenant le cas où K est le corps ℚ des nombres rationnels, et V une variété projective non singulière, on peut pour presque tous les nombres premiers p considérer la réduction de V modulo p, une variété algébrique Vp sur le corps fini Fp à p éléments, simplement en réduisant les équations pour V. De nouveau, pour presque tous les p, elle sera lisse. On définit
{\displaystyle Z_{V,Q}(s)\,}
comme étant la série de Dirichlet de la variable complexe s, qui est le produit infini de fonctions zêta locales
{\displaystyle \zeta _{V,p}\left(p^{-s}\right)}.
Alors {\displaystyle Z(s)}, par définition, n'est bien définie qu'à multiplication près par les fonctions rationnelles en un nombre fini de {\displaystyle p^{-s}}.
Puisque l'indétermination est relativement anodine et qu'il existe un prolongement analytique partout, on peut donner un sens au fait que les propriétés de {\displaystyle Z(s)} n'en dépendent pas essentiellement. En particulier, tandis que la forme exacte de l'équation fonctionnelle pour {\displaystyle Z(s)}, qui traduit une réflexion par rapport à une droite verticale dans le plan complexe, dépend de « facteurs manquants », l'existence même d'une telle équation n'en dépend pas.
Une définition plus raffinée est devenue possible avec le développement de la cohomologie étale ; ceci explique de manière ordonnée quoi faire avec les facteurs de « mauvaise réduction », ceux qui manquent. Selon les principes généraux de la théorie de la ramification, les « mauvais » nombres premiers portent une information pertinente (théorie du conducteur (en)). Ceux-ci se manifestent d'eux-mêmes dans la théorie étale par le critère d'Ogg-Néron-Shafarevich (en) pour la bonne réduction ; autrement dit, il existe une bonne réduction, dans un sens bien défini, en tous les nombres premiers p pour lesquels la représentation galoisienne ρ sur les groupes de cohomologie étale de V est non ramifiée. Pour ceux-ci, la définition de fonction zêta locale peut être exprimée en termes du polynôme caractéristique de
{\displaystyle \rho (\mathrm {Frob} (p))\,}
où {\displaystyle \mathrm {Frob} (p)} est l'endomorphisme de Frobenius pour p. Ce qui arrive en un p ramifié est que ρ est non trivial sur le groupe d'inertie {\displaystyle I(p)} pour p. En ces nombres premiers, la définition doit être « corrigée », en prenant le plus grand quotient de la représentation ρ sur lequel le groupe d'inertie agit par la représentation triviale. Avec ce raffinement, la définition de {\displaystyle Z(s)} peut être améliorée de presque tous les p à tous les p participant au produit eulérien. Les conséquences pour l'équation fonctionnelle ont été établies par Jean-Pierre Serre et Pierre Deligne à la fin des années 1960 ; l'équation fonctionnelle elle-même n'a pas été démontrée en général.